# Senador, você não é Jack Kennedy

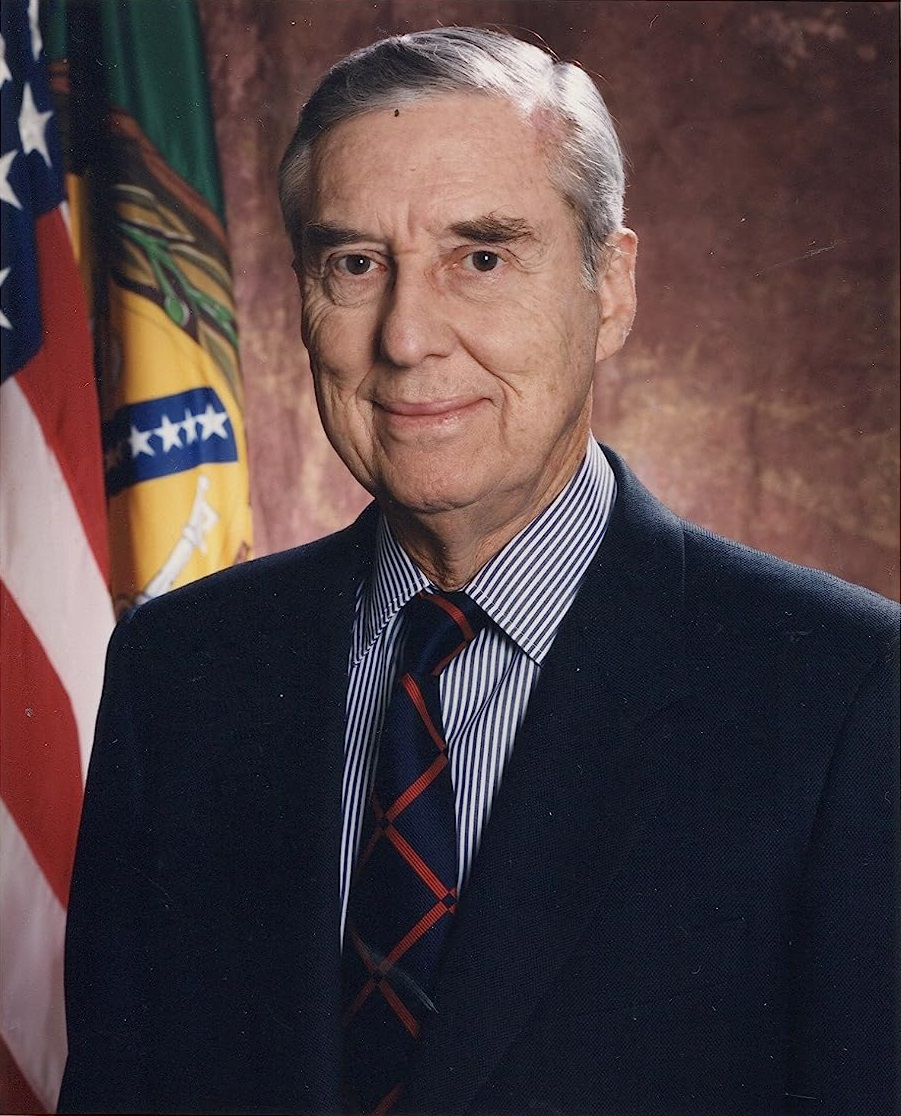
O senador Lloyd Bentsen (D-TX) foi candidato à vice-presidência na chapa de Michael Dukakis

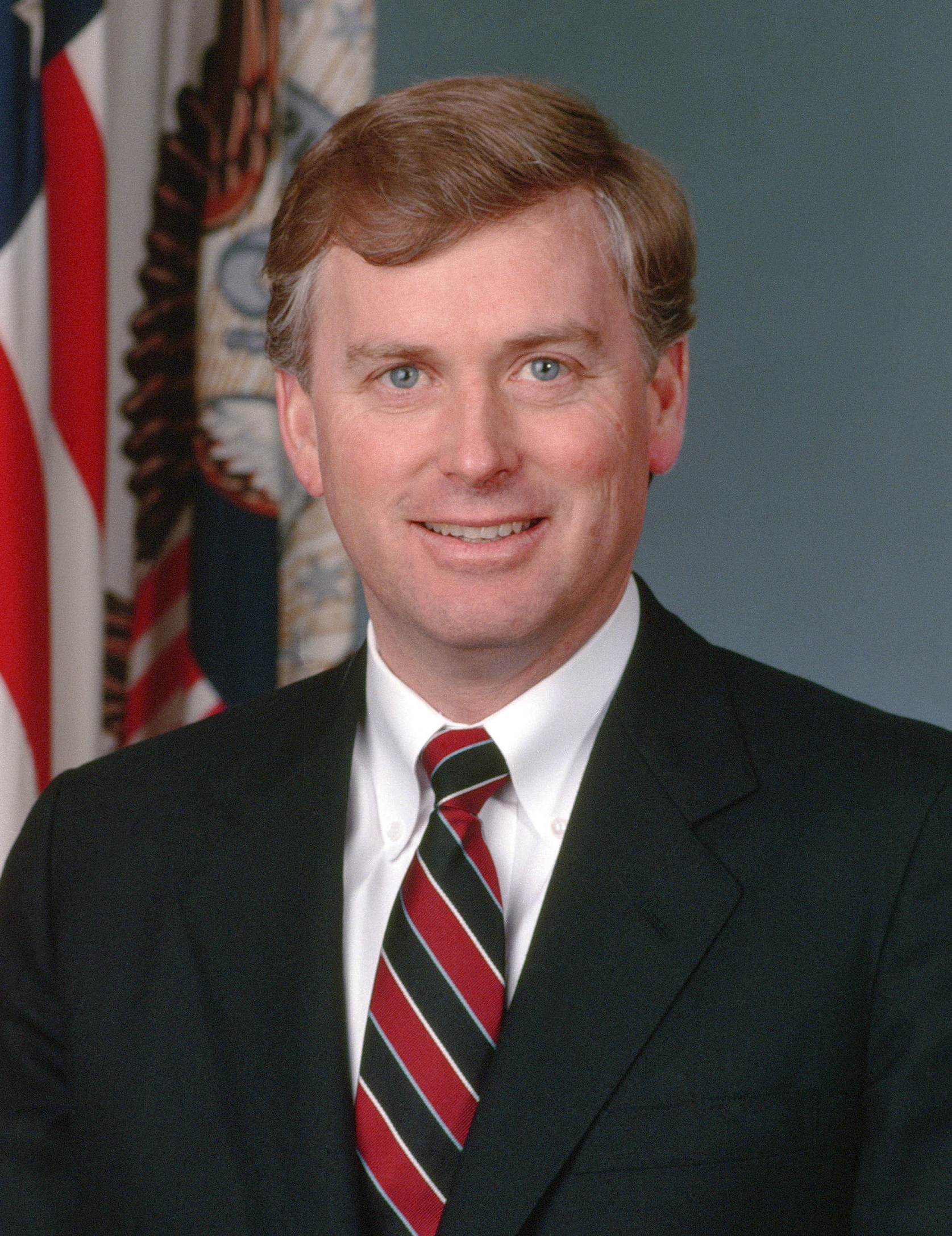
O senador Dan Quayle (R-IN) foi eleito vice-presidente na chapa de George H. W. Bush

"Senador, você não é Jack Kennedy" (em inglês: Senator, you're no Jack Kennedy) foi uma frase dita durante o debate de candidatos a vice-presidência dos Estados Unidos em 1988, pelo democrata Lloyd Bentsen para o republicano Dan Quayle. "Jack Kennedy" era uma referência a John F. Kennedy, 35° presidente dos Estados Unidos. Desde então, a frase, ou alguma variação, entraram no contexto político estadunidense para se referir a uma pessoa que tem uma visão demasiada importante de si mesma.

## Contexto
O debate ocorreu em 5 de outubro de 1988 no Civic Auditorium, em Omaha, Nebraska. Um dos mediadores abriu o debate dizendo que "baseado na história desde a Segunda Guerra Mundial, as chances de um destes dois homens se tornar o próximo presidente do país é de 50-50".
Após Quayle ser anunciado como vice de George H. W. Bush, foram feitos questionamentos sobre sua pouca idade (41 anos na época), sobre seu curto período como senador, seus serviços na Guarda Nacional e seu nível acadêmico. A falta de experiência de Quayle se tornou o tema central do debate.
Após um mediador questionar a suposta inexperiência de Quayle, este respondeu que tinha quase a mesma idade e a mesma experiência política de John Kennedy, quando ele concorreu à presidência em 1960. Bentsen replicou dizendo "senador, eu servi com Jack Kennedy, eu trabalhei com Jack Kennedy, Jack Kennedy era meu amigo. Senador, você não é Jack Kennedy."